# Список заслуженных мастеров спорта СССР (шашки)
Заслуженные мастера спорта СССР по шашкам присваивались за выдающиеся результаты на международных соревнованиях. Все пять шашистов — ЗМС чемпионы мира по международным шашкам. Исеру Куперману, первому чемпиону мира по шашкам из СССР, присвоили в 1960 году, когда киевлянину было 38 лет. Елене Альтшуль звание присвоили в 21 год, чемпионкой мира она стала в 16 (в 1980 г.).
| 1960 год |                           |            |                         |        |           |                            |
| 1        | Куперман Исер Иосифович   | ??.05.1960 | 21.04.1922 — 06.03.2006 | Киев   | «Спартак» | (лишён звания в 1978 году) |
| 1964 год |                           |            |                         |        |           |                            |
| 1        | Щёголев Вячеслав Иванович | ??.07.1964 |                         | Москва |           |                            |

## 1977
- Михайловская, Елена Константиновна (1949—1995)

## 1985
- Альтшуль, Елена Борисовна (1964 г.р.)
- Гантварг, Анатолий Абрамович (1948 г.р.)